# إمبراطورية كانيم-بورنو
إمبراطورية كانم - برنو (بالإنجليزية Kanem–Bornu Empire) إمبراطورية سابقة كانت موجودة في المناطق التي أصبحت الآن جزءًا من تشاد ونيجيريا. كانت معروفة للجغرافيين العرب باسم إمبراطورية كانم منذ القرن الثامن الميلادي وما بعدها واستمرت كمملكة برنو المستقلة (إمبراطورية بورنو) حتى عام 1900. كانت إمبراطورية كانم (حوالي 700-1380) في البلد الحالية لتشاد.في أوجها، شملت معظم تشاد وأجزاءًا من جنوب  ليبيا (فزان) وشرق النيجر وشمال شرق نيجيريا وشمال الكاميرون. واجزاء من غرب السودان كانت إمبراطورية برنو (1380 - 1893) دولة في ما يُعرف الآن في تشاد، وفي الوقت الذي أصبحت فيه أكبر من كانم، حيث ضمت أجزاءًا من نيجيريا والنيجر والسودان والكاميرون. كانت موجودة من عام 1380 إلى عام 1893. يُعرف التاريخ المبكر للإمبراطورية بشكل أساسي من خلال Royal Chronicle أو Girgam التي اكتشفها المسافر الألماني هاينريش بارث في عام 1851. وفي القرن الثالث عشر أدت سياسة التوسع و التكامل التي بدأها خلفاء دونمة الأول " الخليفة ماي دونمة " إلى ظهور كانم كدولة عظيمة . وخضعت دنقلة ، الدولة المسيحية الكبيرة في إفريقية الوسطى ، لسيطرتها ، وما زال السور الحجري في ليجيا بوادي الغاب يذكرنا بالأيام العظيمة لدولة كانم ، ويقع هذا السور على بعد قرابة عشرين ميلا إلى الغرب من دنقلة ، وقد بُني على طراز الكانمبو التقليدي وله بوابة رئيسية كبيرة ومدخل جانبي صغير . وقد امتدّت دولة كانم في القرن الرابع عشر من الجندل الأول شرقا إلى النيجر غربا ، ومن ودان في اقليم طرابلس شمالاً إلى يولا جنوبا . منقول من كتاب الاسلام و الوثنية تاريخ الإمبراطورية الزنجية في غرب أفريقيا . وذكر الدكتور فرغلي علي تشن هويدي في كتابه " تاريخ افريقيا الحديث والمعاصر الكشوف- الاستعمار- الاستقلال ومن إمبراطوريات غرب أفريقيا الاسلامية - امبراطورية كانم وبرنو  وقد شملت امبراطورية كانم في أوج مجدها رقعة واسعة في غرب القارة تمتد من نهر النيجر غرباً إلى النيل شرقاً، وقد استمرّت امبراطورية كانم قائمة فترة امتدّت من القرن الثامن الميلادي إلى القرن الثالث عشر، وبدأ الضعف بعد ذلك يدب في أوصالها فأصبحت جزءاً من برنو بعد ان كانت برنو خاضعة لها . 